# Años 860
Los años 860 o década del 860 empezó el 1 de enero del 860 y terminó el 31 de diciembre del 869.

## Acontecimientos
- Adriano II sucede a San Nicolás I como papa en el año 867.
- Los musulmanes Aglabidas, dueños del mediterráneo occidental pues a los dominios en territorio italiano unen su conquista de la isla de Malta en 868.